# Propagandhi
I Propagandhi sono un gruppo melodic hardcore punk nato a Winnipeg, Canada.

## Storia del gruppo
Nelle prime biografie, i Propagandhi si descrivevano come “tre sbandati provenienti dalle più remote distese delle praterie canadesi, forgiati dalle fiamme del political hardcore della metà degli anni Ottanta e dallo speed metal dell'inizio degli anni Ottanta.”
La band si formò nel 1986 a Winnipeg (Manitoba), in Canada. Il cantante del gruppo dei NOFX, Fat Mike li scoprì durante un loro concerto nel 1991, e dopo aver sentito un loro demo, li chiamò per altri eventi; passato un anno decise di pagar loro il viaggio per condurli negli studi di registrazione in California (dove appunto risiedono i NOFX) e far loro registrare alcuni pezzi, dopodiché li invitò come sostenitore per un tour del suo gruppo. Nel 1993 pubblicarono il primo album con la Fat Wreck Chords, How to Clean Everything. Nel 1996 uscì Less Talk, More Rock, nello stesso anno John K. Samson lasciò la band e venne sostituito da Todd "The Rod" Kowalski degli appena sciolti I-Spy. Nel 1998 i Propagandhi decisero di aprire una loro etichetta discografica, la G7 Welcoming Committee con cui pubblicarono Where Quantity Is Job #1 nel 1998. Today's Empires, Tomorrow's Ashes il loro album del 2001, ha due etichette; per il Canada la loro, mentre per il resto del mondo la Fat Wreck.

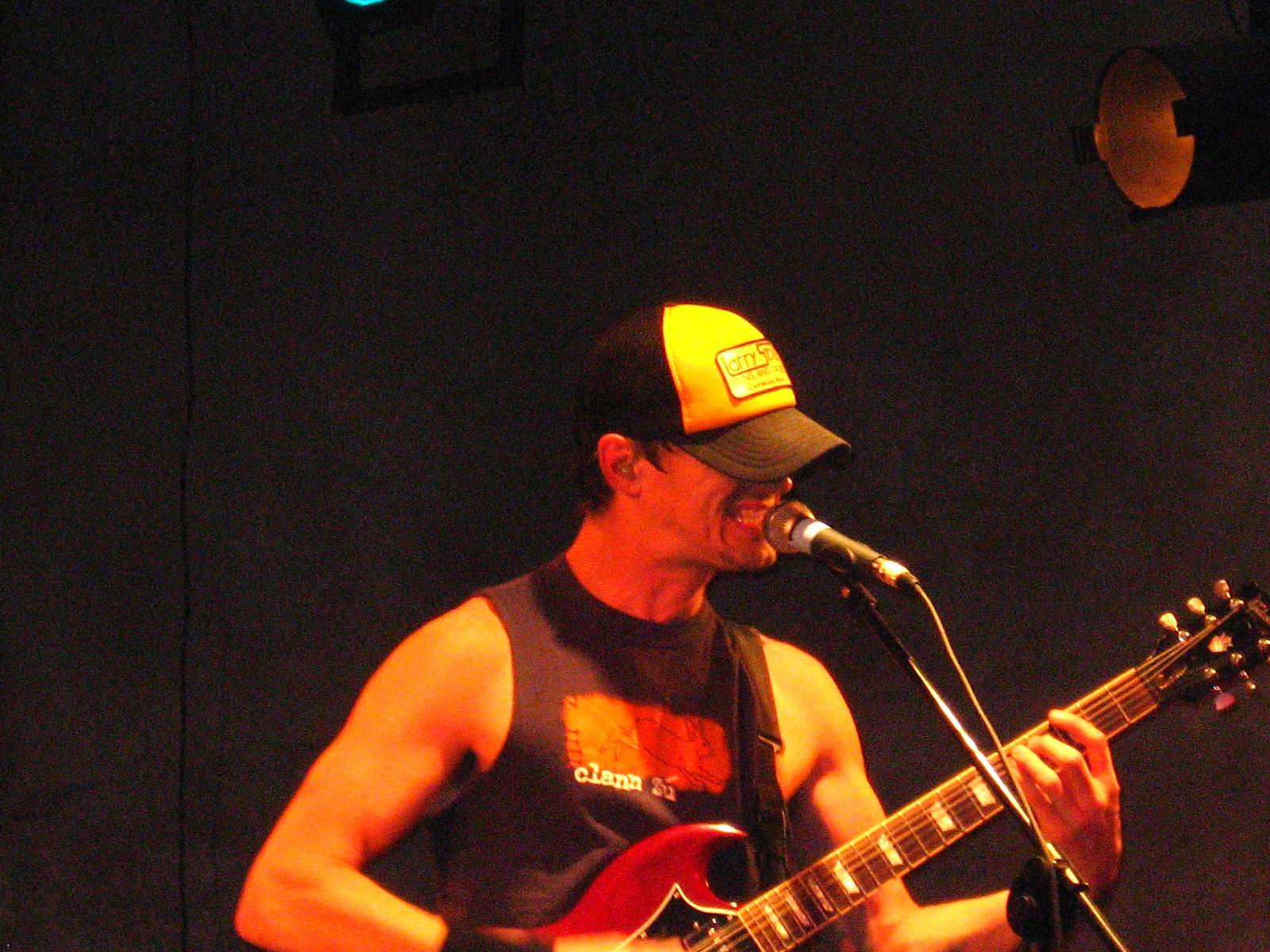
Chris Hannah in concerto a Santiago del Cile.

Nel 2003 Chris Hannah, adottò lo pseudonimo di Glen Lambert, suscitando la curiosità e anche la preoccupazione dei fans che credevano in un imminente scioglimento del gruppo, senza più uno dei suoi pilastri. Successivamente girò la notizia che Glen Lambert, dei Portage Terriers, aveva preso il posto di Chris. Ovviamente era tutta una burla e gli stessi Propagandhi furono costretti a smentire in parte tale notizia, visto che lo stesso leader del gruppo disse di aver ricevuto una "richiesta" dal membro dei Portage Terriers. Potemkin City Limits è invece il titolo dell'album del 2005, uscito per la Fat Wreck e la G7. Verso la fine del 2006 entrò nel gruppo David Guillas, subito soprannominato "Beaver".
Nel 2007 i Propagandhi pubblicarono in America anche un DVD intitolato Live from Occupied Territory, che include una performance live allo Zoo di Winnipeg del 19 luglio 2003, a parte altre tracce video speciali e dall'alto contenuto sociale. Nel 2009 uscì l'album di studio del gruppo, intitolato Supporting Caste.
È del 2012, invece, l'ultimo lavoro della band Failed States. 
Tornano poi nel 2017 con il nuovo full-length chiamato Victory Lap, dove il chitarrista David Guillas ha contribuito alla stesura di diverse tracce per poi lasciare la band. Il suo posto è stato preso dalla chitarrista Sulynn Hago, membro tuttora attivo della band. 

## Ideali e contenuti
Pur non avendo mai firmato per una major discografica e pur non essendo mai apparsi in programmi mainstream come MTV, i Propagandhi sono una delle band tra le più affermate nel panorama punk-hc.
Sicuramente la band canadese si caratterizza per l'impegno politico che porta avanti con la propria musica sin dagli albori. A differenza di molte band punk-hc della loro stessa generazione, infatti, i Propagandhi legano da sempre musica e politica. Vicini al movimento anarchico, si dichiarano anti-razzisti, anti-sessisti, anti-fascisti e anti-capitalisti. Inoltre sono vegani e gran sostenitori dei diritti degli animali. Supportano il movimento LGBT e contestano lo Stato Sionista d'Israele ritenuto illegittimo. In alcune delle loro canzoni hanno anche criticato l'attuale scena punk-hc, accusata di essere diventata innocua, cioè conforme al sistema del music business e di aver perso quei contenuti che hanno caratterizzato band storiche di questo genere, come ad esempio Dead Kennedys e MDC. Criticano anche il ruolo dei mass media e della polizia, che, secondo la band, sono usati da chi è al potere per raggiungere e salvaguardare i propri interessi.

## Discografia

### Album in studio
- 1993 - How to Clean Everything (Fat Wreck Chords)
- 1996 - Less Talk, More Rock (Fat Wreck Chords)
- 2001 - Today's Empires, Tomorrow's Ashes (Fat Wreck Chords, G7 Welcoming Committee Records)
- 2005 - Potemkin City Limits (Fat Wreck Chords, G7 Welcoming Committee Records)
- 2009 - Supporting Caste (G7 Welcoming Committee Records)
- 2012 - Failed States (Epitaph Records)
- 2017 - Victory Lap (Epitaph Record)
- 2025 - At Peace (Epitaph Record)

### Album dal vivo
- 1995 - Yep. (MC, Applecore Records)

### Raccolte
- 1998 - Where Quantity Is Job #1 (G7 Welcoming Committee Records)

### EP
- 1993 - How to Clean a Couple o' Things (7", Fat Wreck Chords)
- 1994 - Where Quality Is Job #1 (doppio 7", Recess Records)

### Split
- 1995 - I'd Rather Be Flag-Burning (10" con gli I Spy, Recess Records)
- 1995 - Propagandhi/F.Y.P. (anche conosciuto come Letter of Resignation, 7" con i F.Y.P., Recess Records)
- 1995 - Systematic Destruction (7" con I Spy, Malefaction, Silence Equals; Bad Food for Thought Records)
- 2010 - Sacrifice/Propagandhi (7" con i Sacrifice, War on Music Records)

### Demo
- 1990 - We Don't Get Paid, We Don't Get Laid, and Boy Are We Lazy
- 1991 - Fuck the Scene
- 1992 - Martial Law with a Cherry on Top

## Videografia
- 2007 - Live from Occupied Territory (DVD, G7 Welcoming Committee Records)

## Formazione

### Formazione attuale
- Chris Hannah - voce e chitarra (dal 1986)
- Jord Samolesky - batteria e cori (dal 1986)
- Todd Kowalski - basso e voce (dal 1996)
- Sulynn Hago - chitarra e cori (dal 2015)

### Ex componenti
- David Guillas - chitarra e cori (2006/2015)
- John K. Samson - basso e voce (1988 - 1996)
- Scott Hopper - basso (1986 - 1988)
- Mike Braumeister - basso (1986)